# Pleiades (videogioco)
Pleiades (プレアデス?, Pureadesu), creditato nella schermata introduttiva come Pleiads, è uno sparatutto a schermata fissa per arcade edito dalla Tehkan (divenuta poi Tecmo) nel 1981. In Nord America venne distribuito da Centuri.
È incluso all'interno delle raccolte Tecmo Hit Parade e Tecmo Arcade Classics, usciti rispettivamente su PlayStation 2 e Xbox.

## Modalità di gioco
In Pleiades le navicelle nemiche volano verso l'astronave del giocatore a ondate in modo simile a titoli come Galaxian e Phoenix. Le navi emergono da una nave madre in cima allo schermo e piombano verso il basso in una serie di schemi che il giocatore devono anticipare mentre sparano alle navi ed evitare di essere annientato dall'assalto marziano.
Ogni livello è composto da quattro fasi. Nella prima fase, l'astronave del giocatore deve difendere la stazione spaziale dagli invasori marziani che hanno la capacità di trasformarsi da invasori volanti a invasori ambulanti che costruiscono muri attraverso la città terrestre; queste barriere devono essere distrutte. Una volta completato, l'astronave vola in cima allo schermo per prepararsi ad affrontare la seconda fase, nella quale incontra otto mostri spaziali che devono essere colpiti direttamente al centro per essere annientati. Nella terza fase, gli invasori emergono da una nave spaziale in cima allo schermo e piombano sull'astronave con attacchi a tutto campo. Nell'ondata finale il giocatore deve navigare tra astronavi parcheggiate per attraccare su una piattaforma di atterraggio mentre lo schermo scorre verso il basso. In quest'ultima fase si possono guadagnare punti extra raccogliendo bandiere mentre l'astronave si muove verso il corridoio di atterraggio.